# Kościół ewangelicko-augsburski w Wielbarku
Kościół ewangelicko-augburski – dawna świątynia luterańska znajdująca się w mieście Wielbark, w powiecie szczycieńskim, w województwie warmińsko-mazurskim.

## Historia
Projekt kościoła powstał w berlińskiej pracowni architekta Karla Friedricha Schinkla w 1822. Świątynia została wzniesiona w latach 1825–1827 pod kierunkiem mistrza murarskiego Schimmelpfenniga, na miejscu starszego obiektu z 1721, rozebranego w 1819. Budowla została konsekrowana w dniu 27 września 1827 roku. Podczas I wojny światowej w świątyni zlokalizowano szpital wojskowy. Obecnie kościół nie jest użytkowany, nie odprawiane są w nim nabożeństwa. Od 2009 roku w świątyni były prowadzone prace remontowe trwające kilka lat.

## Architektura
Jest to kościół murowany, salowy, wybudowany na planie prostokąta. Reprezentuje styl neoromański. Od strony zachodniej jest umieszczona wieża, wzniesiona na planie kwadratu, o prostej formie i detalu. Jej ściany posiadają dwa rzędy okien zamknięte pełnym łukiem, podpartym przez odcinki gzymsu oraz profilowanymi, prostymi gzymsami. Korpus nawowy jest nakryty dwuspadowym dachem. W szczycie wieży, krytej dachem namiotowym, znajduje się wykuty z blachy orzeł umocowany na kuli miedzianej (znajdował się dawniej w starej świątyni).

## Galeria

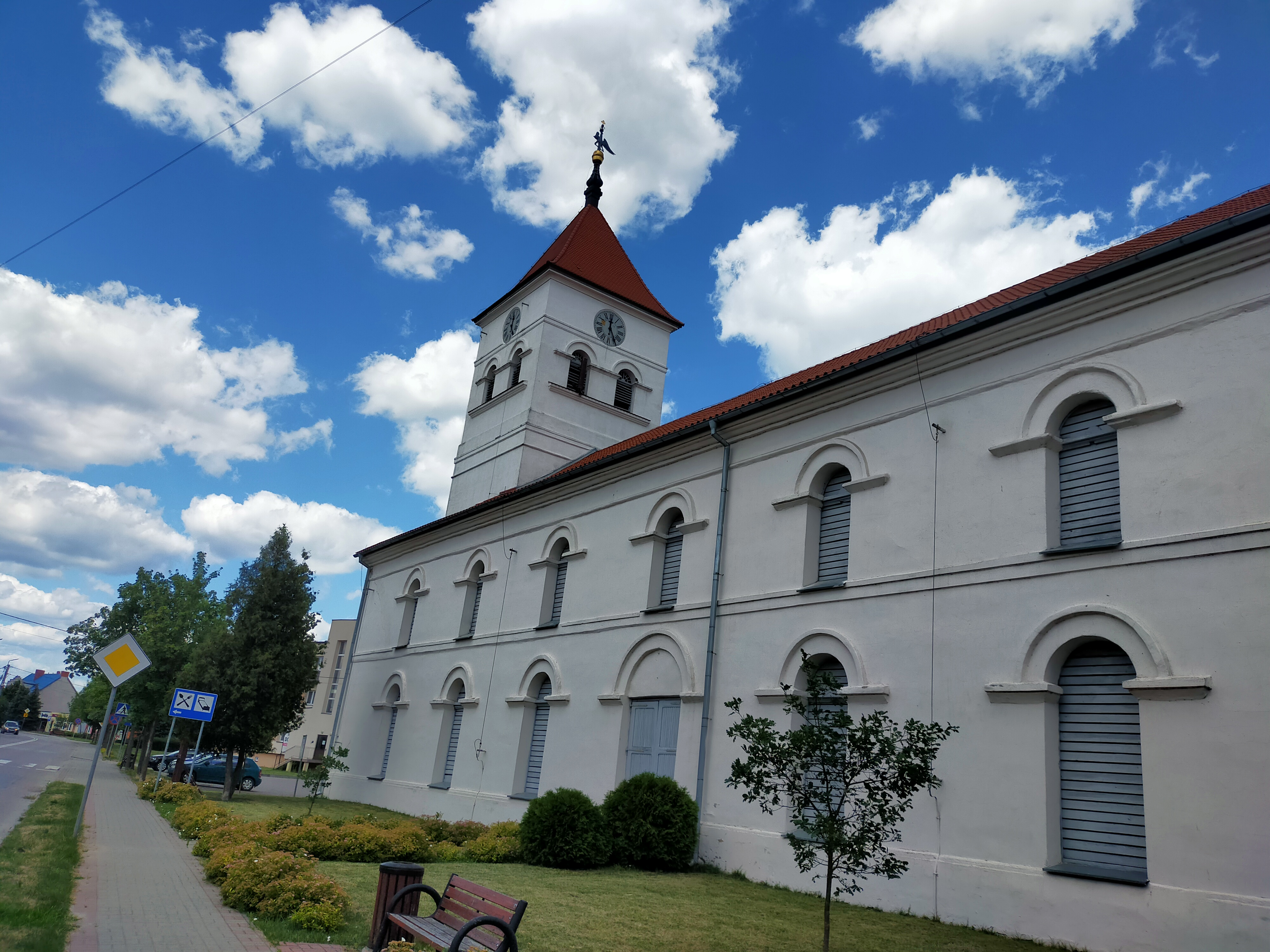
Elewacja boczna
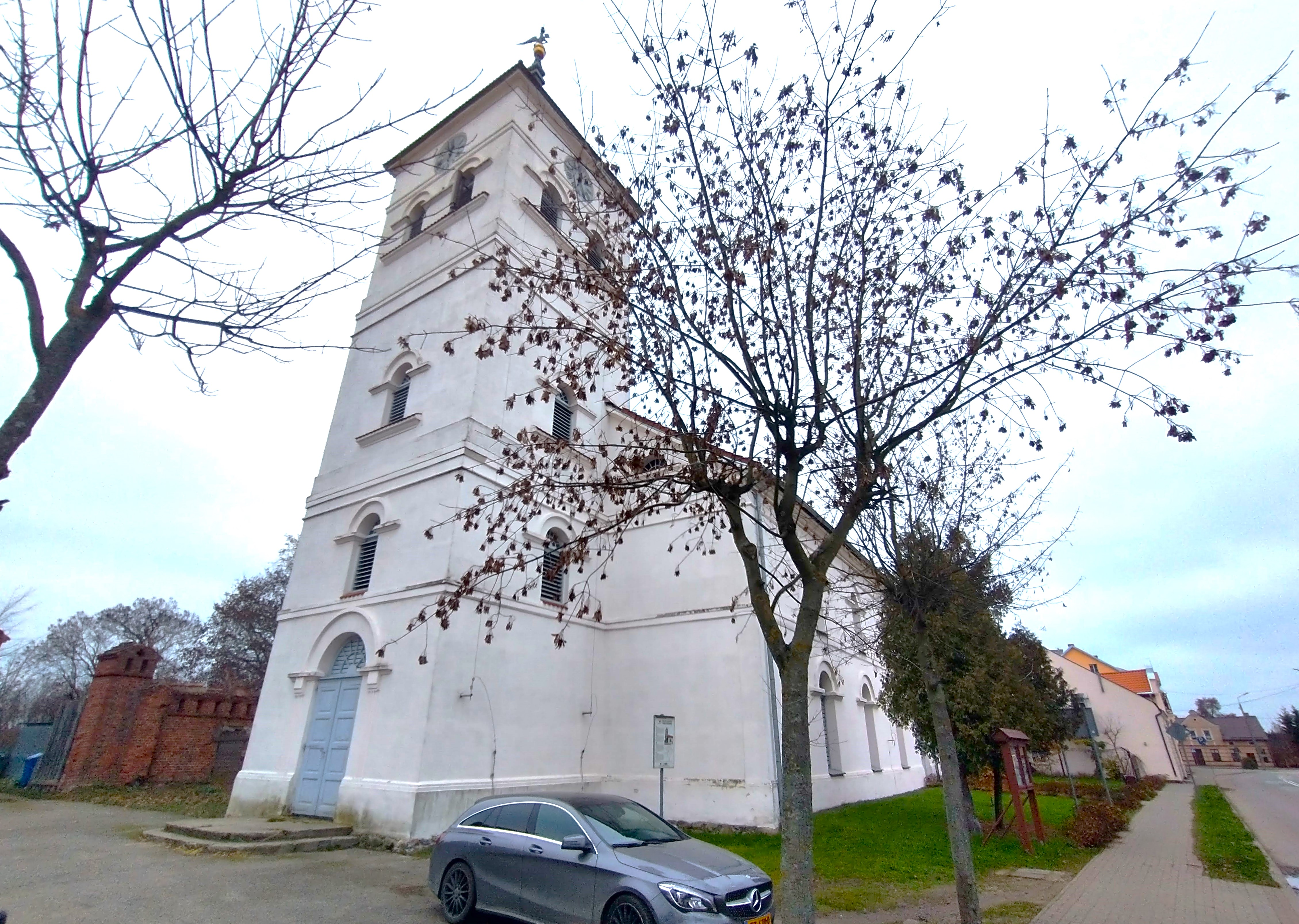